# Amalie Materna

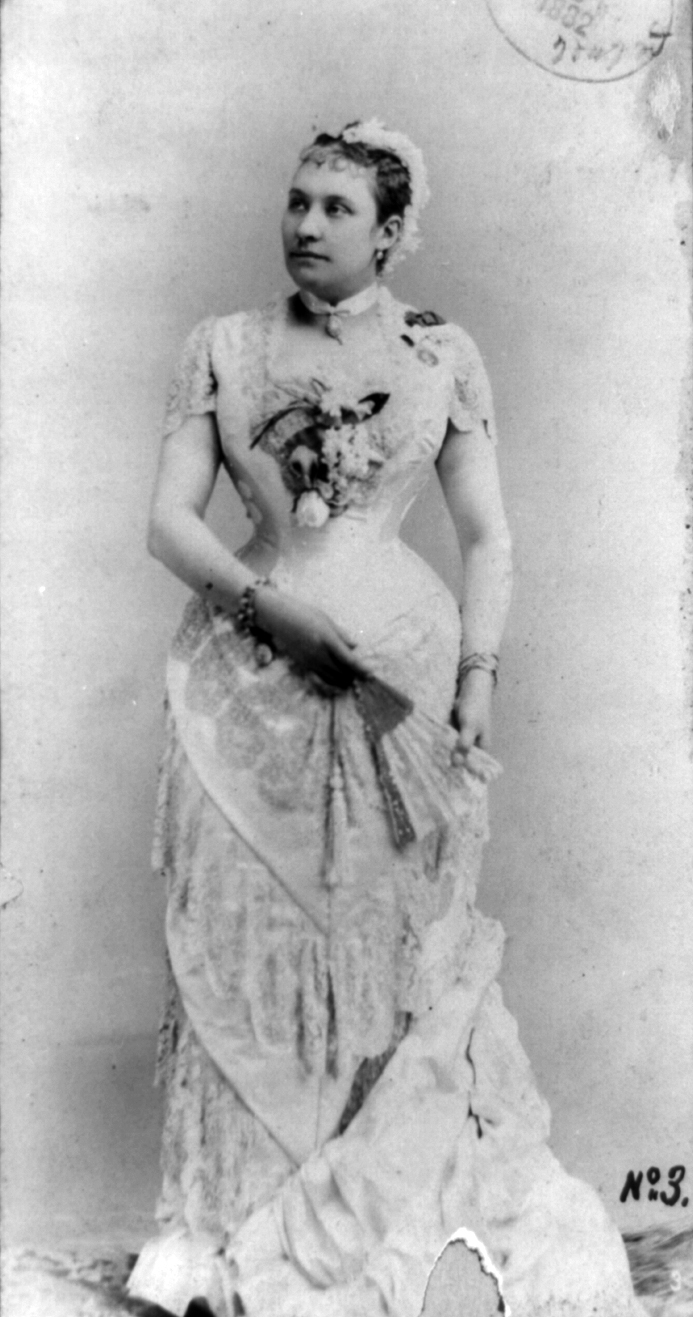
Amalie Materna, 1882

Amalie Materna (später Amalie Friedrich-Materna bzw. Amalie Materna-Friedrich; 10. Juli 1844 in Sankt Georgen an der Stiefing – 18. Jänner 1918 in Wien) war eine österreichische Opernsängerin im Stimmfach Hochdramatischer Sopran. Sie war langjähriges Ensemblemitglied, später Kammersängerin der Wiener Hofoper und sowohl für ihre kraftvolle Stimme, als auch ihr jugendliches Timbre berühmt.
Sie verkörperte 1875 die Titelpartie in der Uraufführung der Oper Die Königin von Saba und war im Jahr darauf die erste Brünnhilde der Bayreuther Festspiele.

## Leben und Werk
Amalie Materna wurde am 10. Juli 1844 als Tochter des Schullehrers Wenzeslaus Materna († 1859) und dessen Ehefrau Josefa (geborene Hoik) geboren und am 11. Juli 1844 auf den Namen Amalia getauft. Bereits als Neunjährige sang sie in der Kirche ihres Geburtsortes. Sie soll schon als 13-Jährige die Rolle der Ortrud im ersten Akt des Lohengrin beherrscht haben.
Materna kam in jungen Jahren nach Graz, um an der dortigen Musikschule Gesang zu studieren. 1864 wurde sie als Operetten- und Possen-Soubrette ans Grazer Thalia-Theater durch den Theaterleiter Ignaz Czernits engagiert, debütierte am 3. April als Handwerksbursche in Franz von Suppè Flotte Bursche und heiratete den Volksschauspieler und Operettensänger Karl Friedrich (1840–1891). Gemeinsam mit ihrem Ehemann wurde sie 1866 ans Wiener Carltheater engagiert, setzte aber ihre Gesangsstudien bei den Hofkapellmeistern Heinrich Joseph Esser und Heinrich Proch fort. Proch vermittelte ihr schließlich ein Vorsingen bei Direktor Franz von Dingelstedt und dieser engagierte die Künstlerin sofort für Hauptrollen an die Wiener Hofoper.

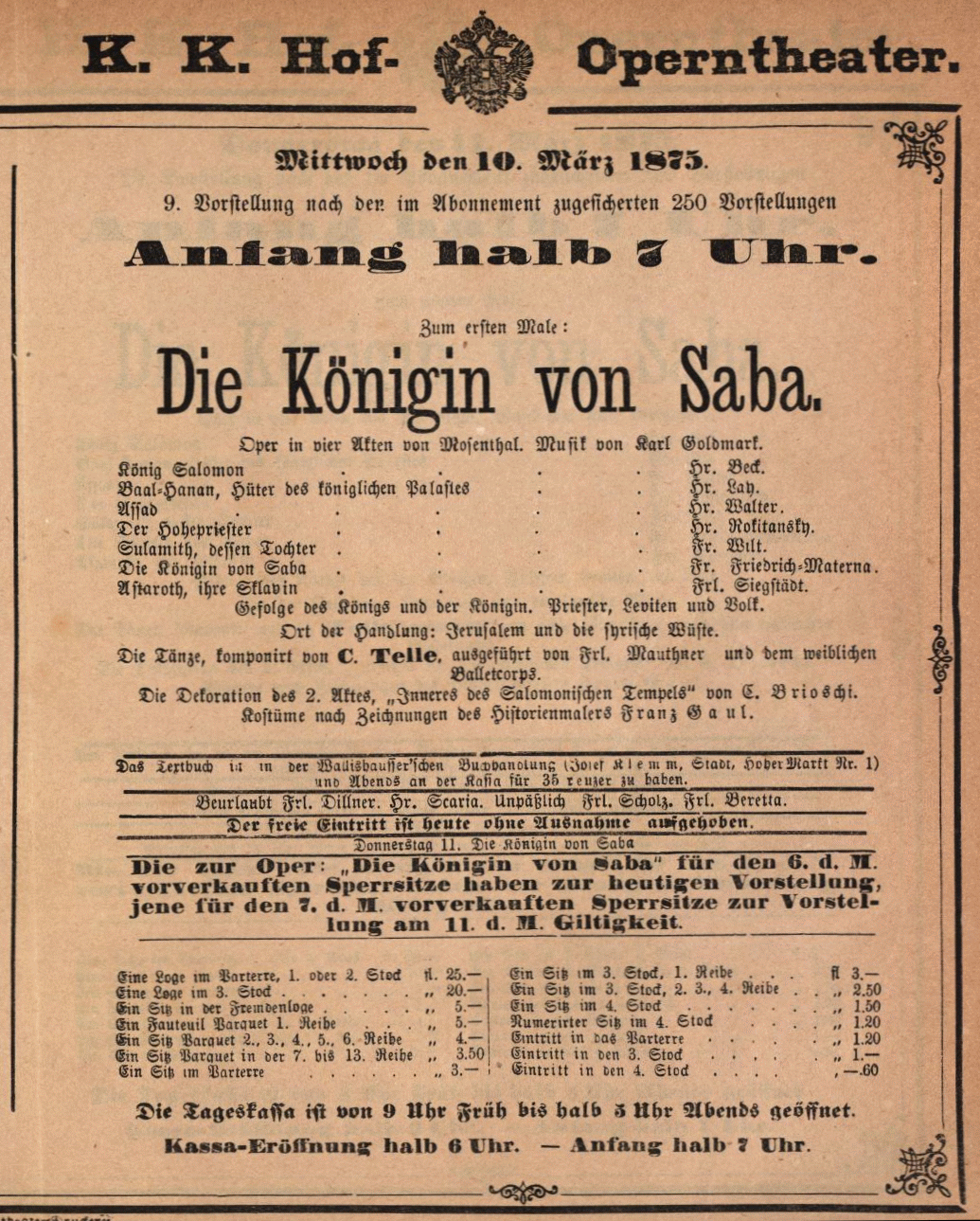
Plakat der Uraufführung

### Wiener Hofoper
Materna debütierte 1869 höchst erfolgreich als Selica in Giacomo Meyerbeers L’Africaine im neuen Haus am Ring und löste Marie Louise Dustmann-Meyer als erste dramatische Sopranistin ab.
Schnell wurde die Materna eine Säule des Ensembles und erfreute sich großer Beliebtheit bei Publikum und Presse. Sie sang die Gräfin in Mozarts Le nozze di Figaro und die Donna Anna in dessen Don Giovanni, übernahm die Titelpartien von Cherubinis Médée und der Christoph-Willibald-Gluck-Opern Alceste und Armide, verkörperte die Leonore in Beethovens Fidelio.
1874 war sie die Amneris in der ersten Wiener Aufführungsserie von Giuseppe Verdis Aida. Am 10. März 1875 sang sie – in der Uraufführung von Karl Goldmarks Die Königin von Saba – die Titelpartie und trug mit ihrer dramatischen Gestaltung wesentlich zum Erfolg der Oper bei. Ihre Partner waren Gustav Walter als Assad und Marie Wilt als Sulamith.

### Bayreuther Festspiele
1874 lernte die Sängerin Richard Wagner kennen, der sie sogleich so sehr schätzte, dass er sie einlud, anlässlich der Einweihung seiner Villa Wahnfried zu singen. Wagner übertrug Materna 1876 auch die zentrale weibliche Rolle in seinem Ring des Nibelungen, die Brünnhilde, die sie 1876 anlässlich der ersten vollständigen Aufführung des Zyklus in Bayreuth sang. Ein Zeitzeuge: „Walküre 3ter Akt. Am meisten ergriff mich die letzte Scene: Beta u[nd] Materna. […] Materna (Brünnhilde) hinreissend; man vergisst die Schärfe ihrer Stimme über der wundervollen Gesammtleistung der Künstlerin. […] meisterlich: es war eine tief in’s Herz gehende Wirkung, welche die Materna ausübte. […] Trotzdem Unger (Siegfried) wie ein Besenstiel dastand, glühte die Materna u[nd] spielte wie eine Göttin.“
Materna war auch die erste Wiener Brünnhilde in Walküre (1877) und Siegfried (1878), sowie die erste Berliner Brünnhilde im ersten vollständigen Ring am Victoria-Theater (1881) in einer Inszenierung von Angelo Neumann. 1877 begleitete sie Wagner nach London, wo sie bejubelt in dessen Konzerten in der Royal Albert Hall auftrat. 1882 war sie die Kundry in der Uraufführung des Parsifal am grünen Hügel. Noch vier Wochen vor seinem Tod gratulierte ihr Wagner von Venedig aus zu ihrer Rollengestaltung: „Haben Sie Dank für ihre große und grandiose Natur, die wie ein erfülltes Bedürfnis in mein Leben getreten ist, - Gott, wenn ich der letzten Kundry-Abende gedenke: Adieu: Liebe, Gute, Beste.“ 1883 war sie die erste Wiener Isolde im Tristan. Die Kundry sang sie noch bis 1891 in Bayreuth.

### Triumph in Amerika
1882 verpflichtete der Dirigent Theodore Thomas sie für eine Wagner-Konzerttournee nach Amerika, 1884 wurde ihr während einer erneuten Tour durch Amerika heftig applaudiert. Am 5. Januar 1885 debütierte sie an der Metropolitan Opera in New York City, wiederum in einer Wagner-Partie, diesmal als Elisabeth im Tannhäuser. An der Met sang sie schließlich auch die Valentine in Meyerbeers Les Huguenots, die Rachel in Halévys La juive und die Brünnhilde in der Walküre.
W. J. Henderson, der Kritiker der The New York Times, beschrieb ihre Brünnhilde als „Portrait einer weltweiten Berühmtheit“ und „impressionant“, lobte „tiefe Gefühle, expressive Töne“, sowie „Schönheit und Umfang ihrer Stimme“, die „die hoch gesteckten Erwartungen vollständig erfüllten“. 1884 tourte sie – gemeinsam mit Hermann Winkelmann, Emil Scaria und der Opera Company von Walter Damrosch – ein drittes Mal durch die Vereinigten Staaten und erntete erneut heftigen Applaus für ihre Wagner-Rollengestaltungen.
Nach ihrem Triumph in Amerika kehrte die Materna 1885 nach Wien an ihr Stammhaus zurück und sang neun Jahre lang in zahlreichen weiteren Inszenierungen, unter anderem die Amelia in Verdis Simone Boccanegra, die Fidés in Meyerbeers Le prophète und 1886 in einer weiteren Goldmark-Uraufführung: Merlin. Weiterhin gastierte sie – wie schon 1875 in Prag und 1881 bis 1883 in ganz Deutschland – auf bedeutenden Opernbühnen ganz Europas, darunter an der Frankfurter Oper, der Dresdner Semperoper und der Berliner Staatsoper Unter den Linden, 1886 in Rotterdam, 1887 in Spanien und Portugal, 1889 und 1894 in Paris.
Am 21. Dezember 1894 verabschiedete sie sich vom Wiener Opernpublikum als Elisabeth im Tannhäuser. In der Folge wirkte sie als Gesanglehrerin (u. a. waren ihre Schülerinnen Elise Elizza und Hermine Kittel) und trat fallweise in Konzerten auf. Materna soll nach ihrem Abtritt von der Bühne unter wirtschaftlicher Not gelitten haben. Ihr letzter öffentlicher Auftritt erfolgte 1913, in einem Konzert zu Wagners 100. Geburtstag, als Kundry.
Ihre Nichte Hedwig Materna (1871–nach 1912) wurde ebenfalls hochdramatische Sängerin, ihr Neffe Leopold Materna (1872–1948) Dirigent.

## Rollenbilder

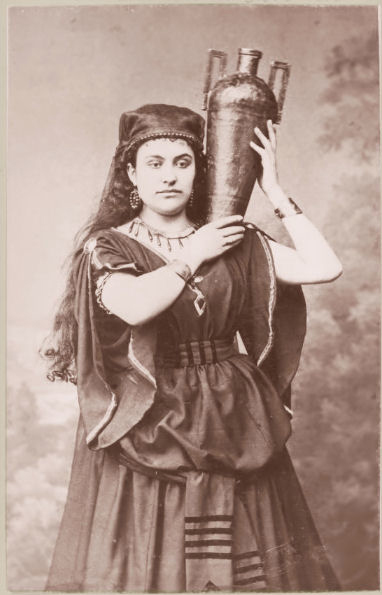
Rachel
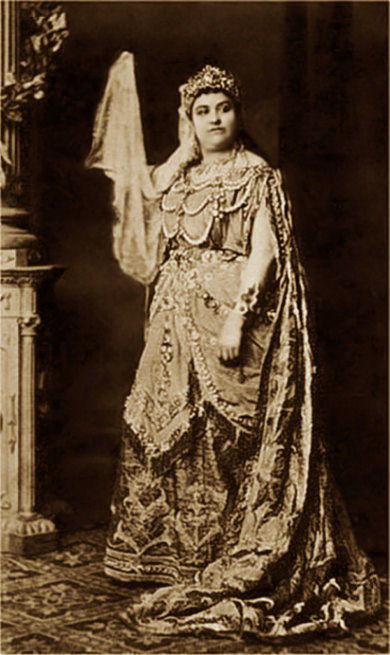
Königin von Saba
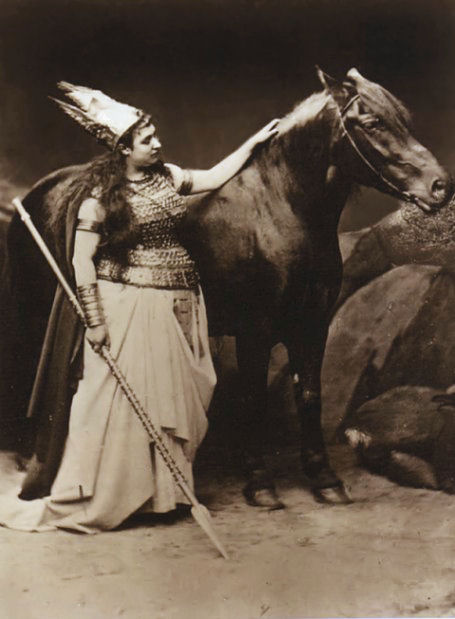
Brünnhilde mit Grane
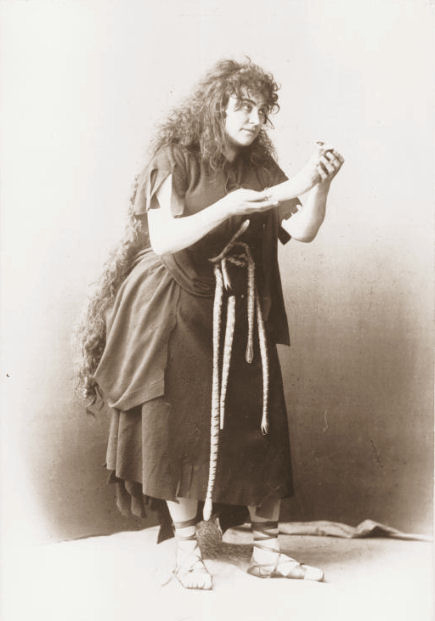
Kundry
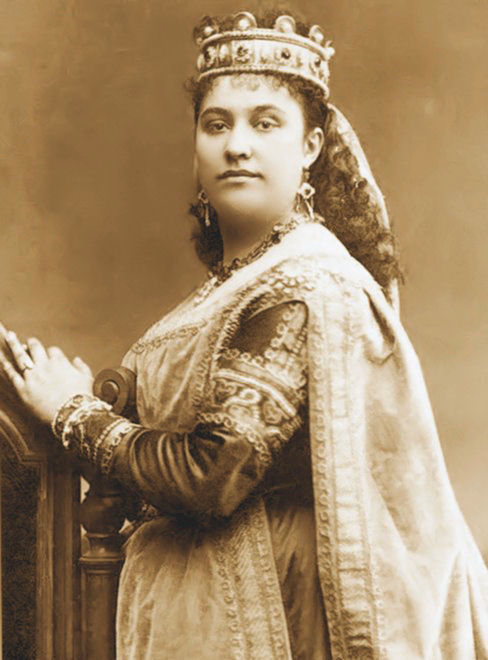
Elisabeth
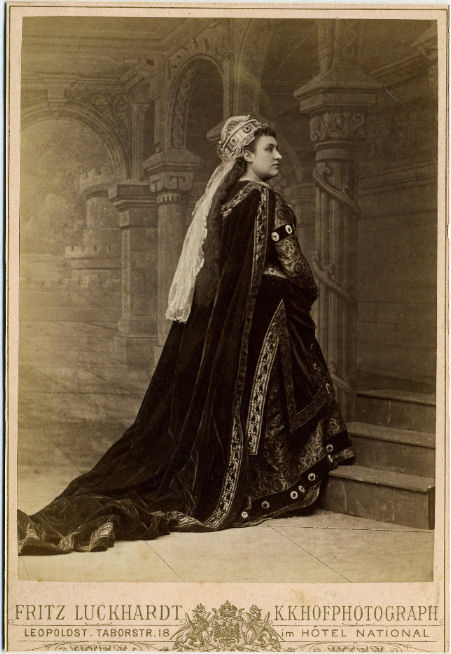
Ortrud

Die Rollenbilder aus La juive, Königin von Saba und Lohengrin stammen aus der Wiener Hofoper, die ersten beiden um 1875, letzteres um 1885. Aus Bayreuth stammen die Abbildungen als Brünnhilde (1876) und Kundry (1882). Das Rollenbild als Elisabeth im Tannhäuser entstand 1885 in New York, anlässlich des triumphalen Debüts der Sängerin an der Metropolitan Opera.

## Ehrungen

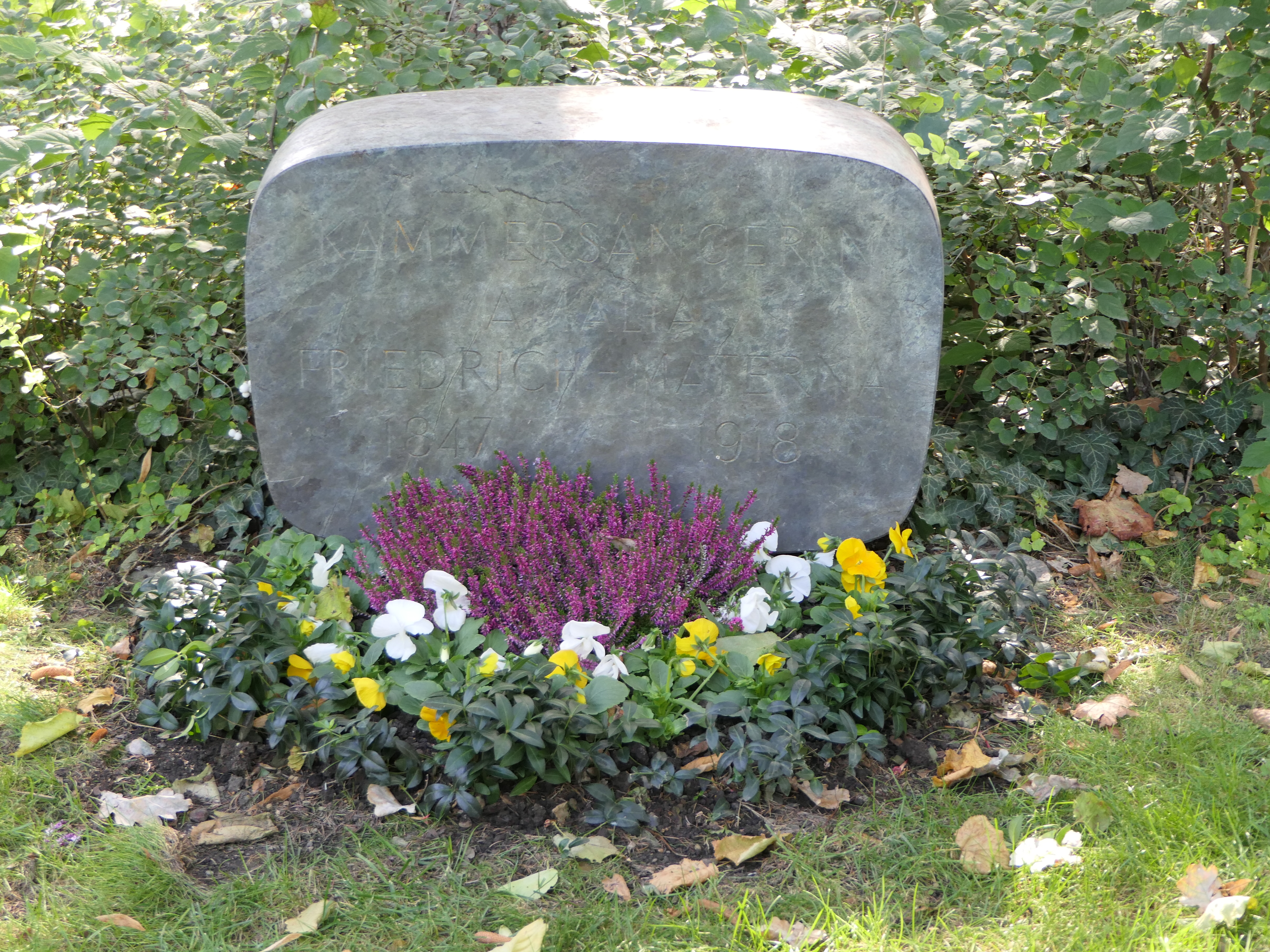
Ehrengrab auf dem Wiener Zentralfriedhof

Materna wurde 1888 zum Ehrenmitglied der Gesellschaft der Musikfreunde in Wien ernannt.
Die Sängerin wurde in einem Ehrengrab am Wiener Zentralfriedhof bestattet, in der sogenannten Komponistengruppe (32A), somit in unmittelbarer Nähe zu den letzten Ruhestätten von Beethoven, Brahms, Schubert und der Strauss-Dynastie. Eine Gedenktafel in der Wandelhalle des Bayreuther Festspielhauses erinnert an die Mitwirkenden der Uraufführung der Götterdämmerung, darunter auch Materna. In Wien-Ottakring wurde der Maternaweg nach ihr benannt.